# Soyouz TMA-9

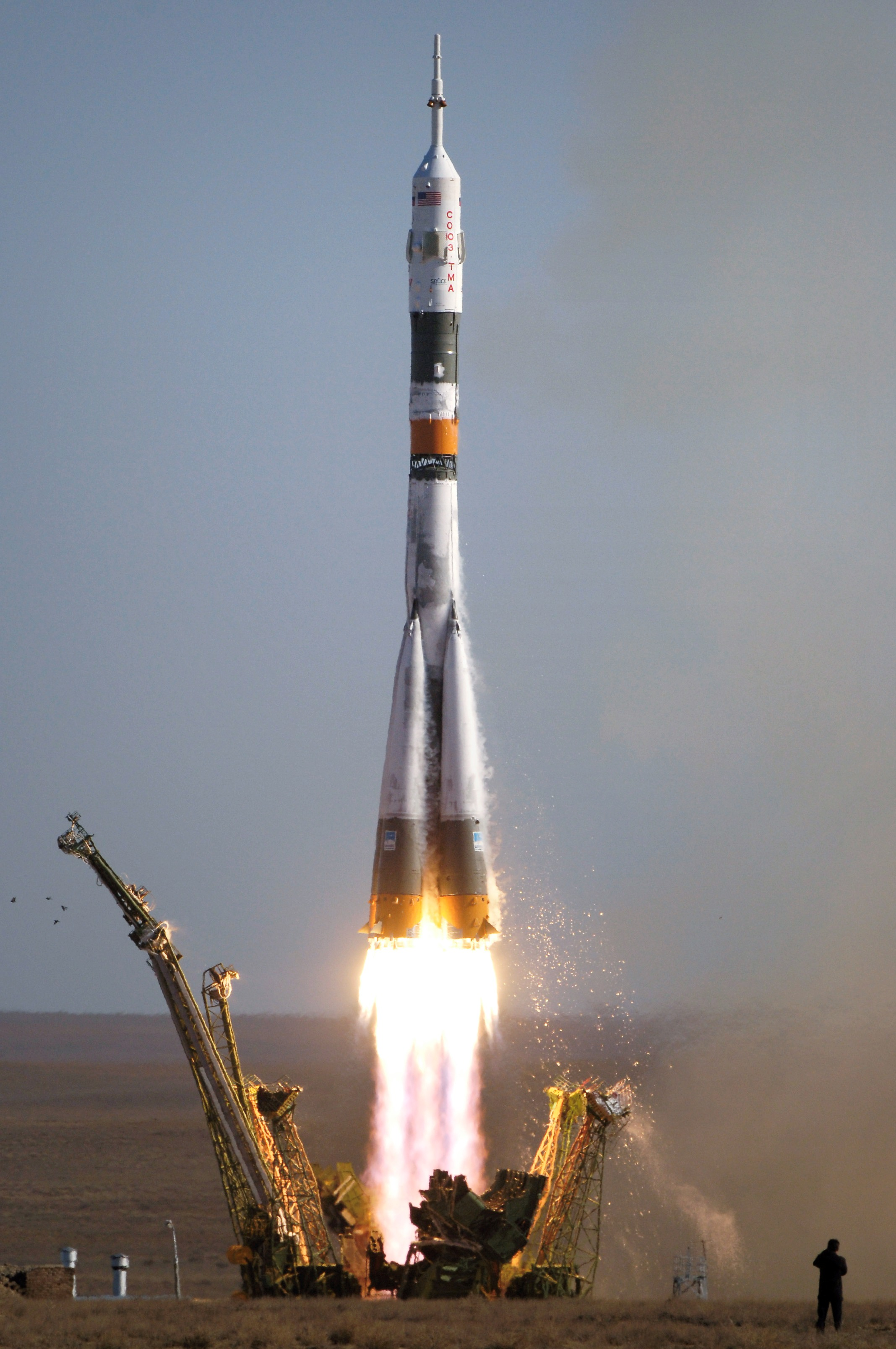
Lancement de Soyouz TMA-9

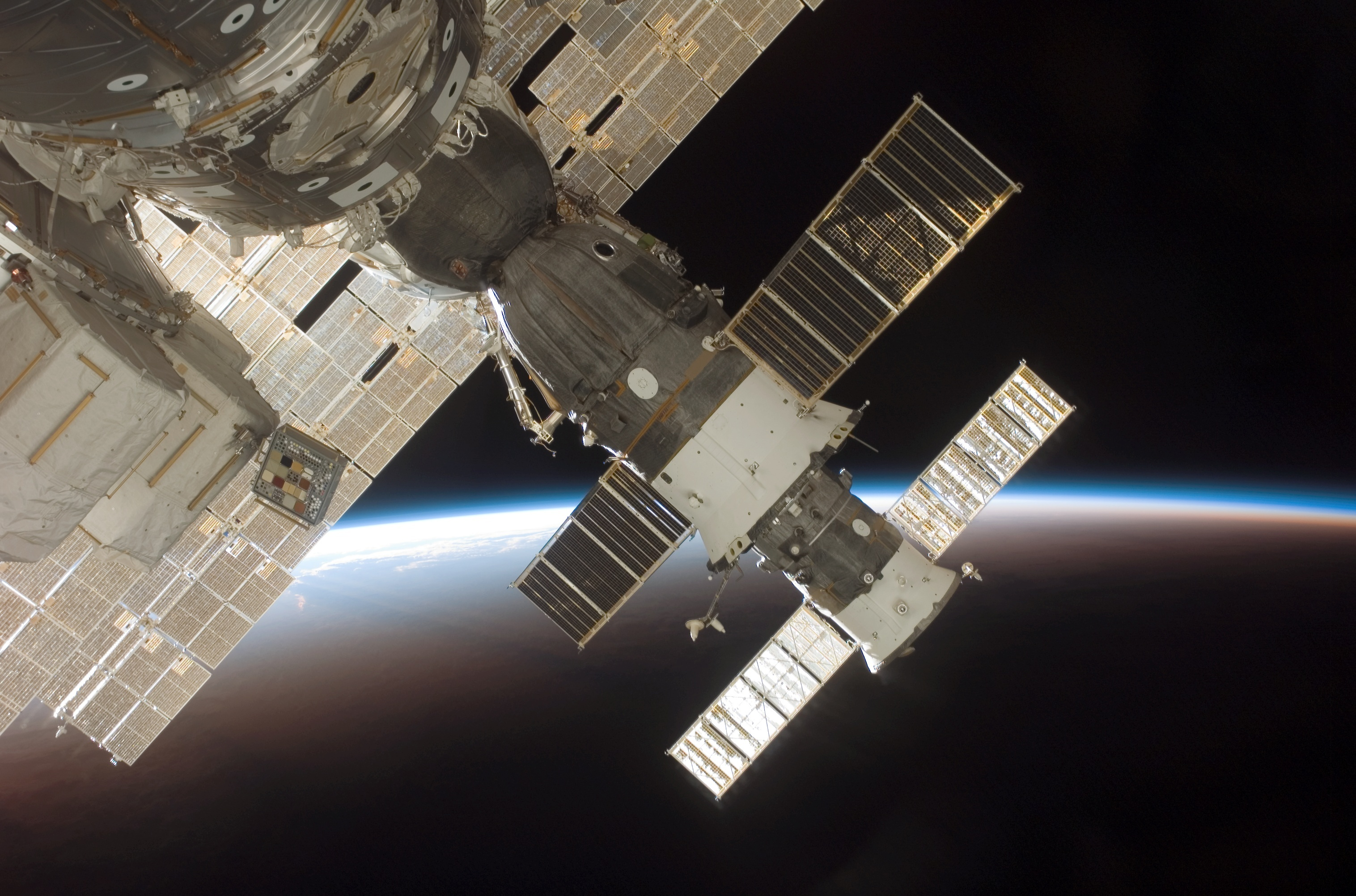
TMA-9 amarré à l'ISS

Soyouz TMA-9 est une mission spatiale vers la Station spatiale internationale, ayant emmené dans l'espace la première femme touriste spatiale, Anousheh Ansari.

## Équipage
Équipage au décollage : 
- Mikhail Tyurin (2) - Russie
- Michael Lopez-Alegria (4) - États-Unis
- Anousheh Ansari (1) - Iran

Atterrissage:
- Mikhail Tyurin (2) - Russie
- Michael Lopez-Alegria (4) - États-Unis
- Charles Simonyi (1) - États-Unis